# Pavo
A Pavo a tyúkalakúak (Galliformes) rendjébe és a fácánfélék (Phasianidae) családjába tartozó nem.

## Fajok
A nembe az alábbi 2 faj tartozik:
- kék páva, vagy indiai páva (Pavo cristatus)
- zöld páva, vagy glóriás páva (Pavo muticus)

## Hibridek
A kék páva és a zöld páva kereszteződésével létrejöhet hibrid. A hibridek mindkét szülőfaj jellemző vonásait mutatják: az indiai pávától a mellkas és a nyak tollazatának kék színét örökli, míg az arc színezetének mintázatában és a tolltaréj felépítésében inkább a zöld páva öröksége jelenik meg.[forrás?]

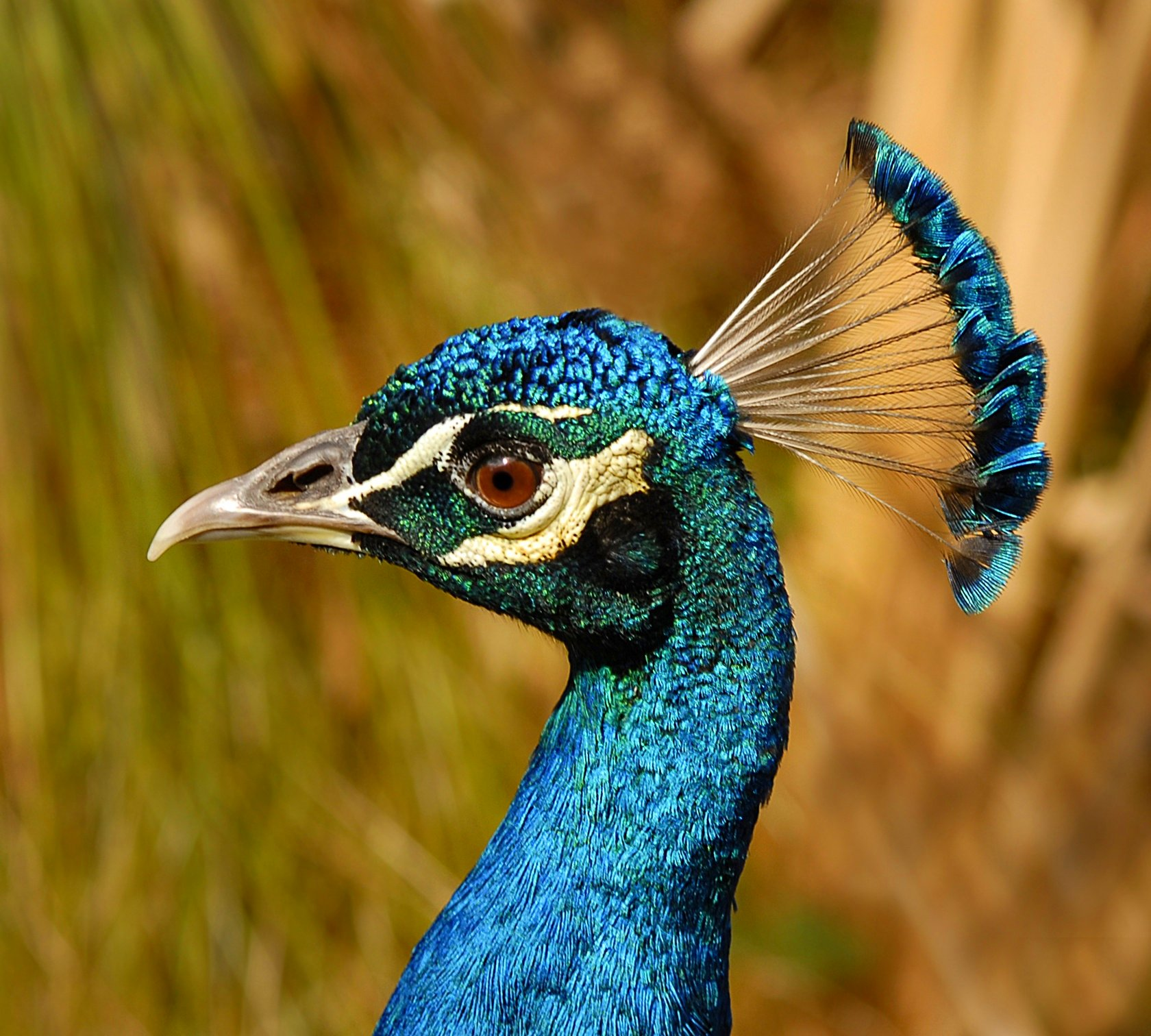
Kék páva (kakas)
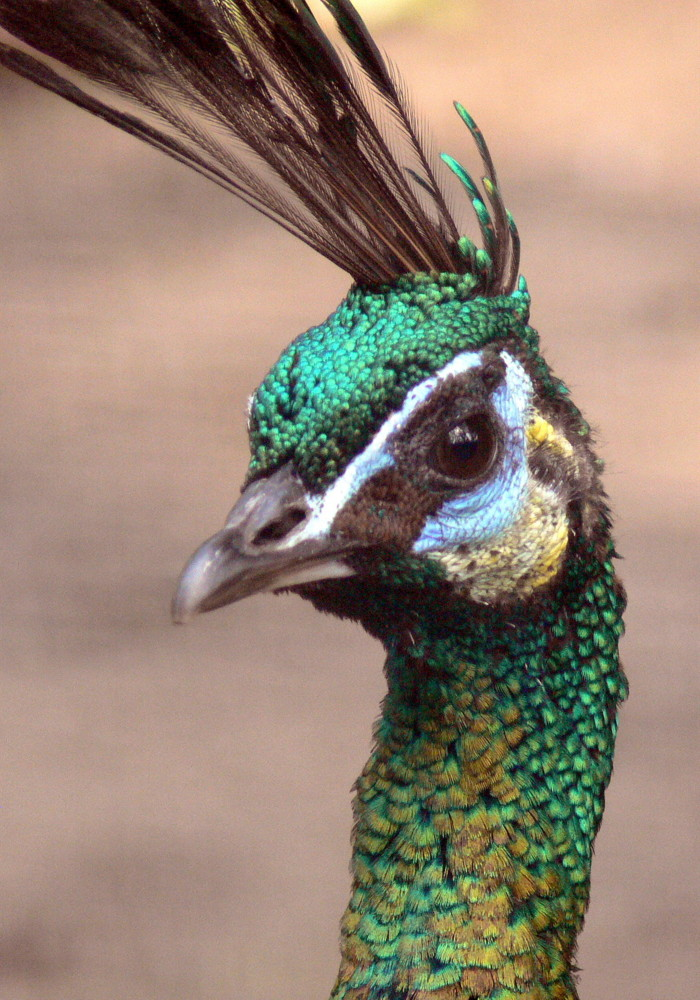
Zöld páva (tojó)
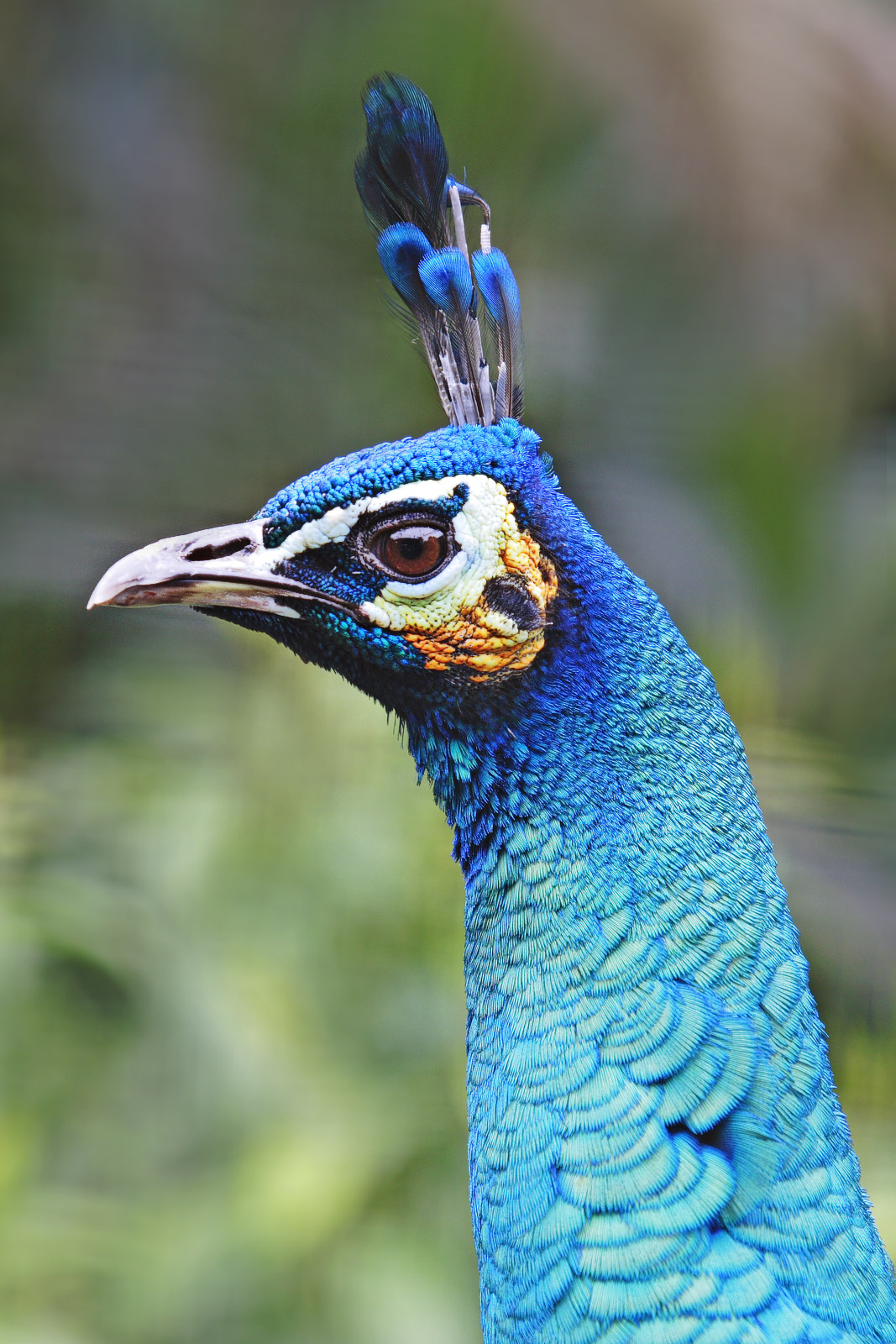
Egy hibrid